# Jaświły (plaats)
Jaświły is een dorp in het Poolse woiwodschap Podlachië, in het district Moniecki. De plaats maakt deel uit van de gemeente Jaświły.